# Arroz glutinoso

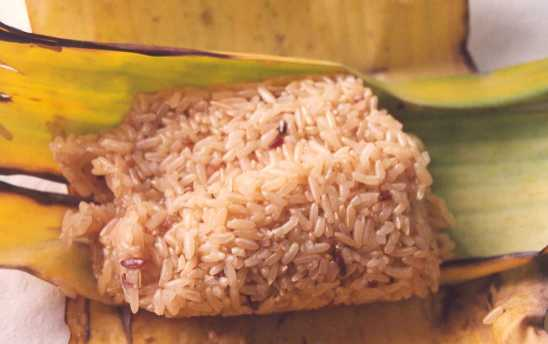
Arroz glutinoso em folhas de bananeira

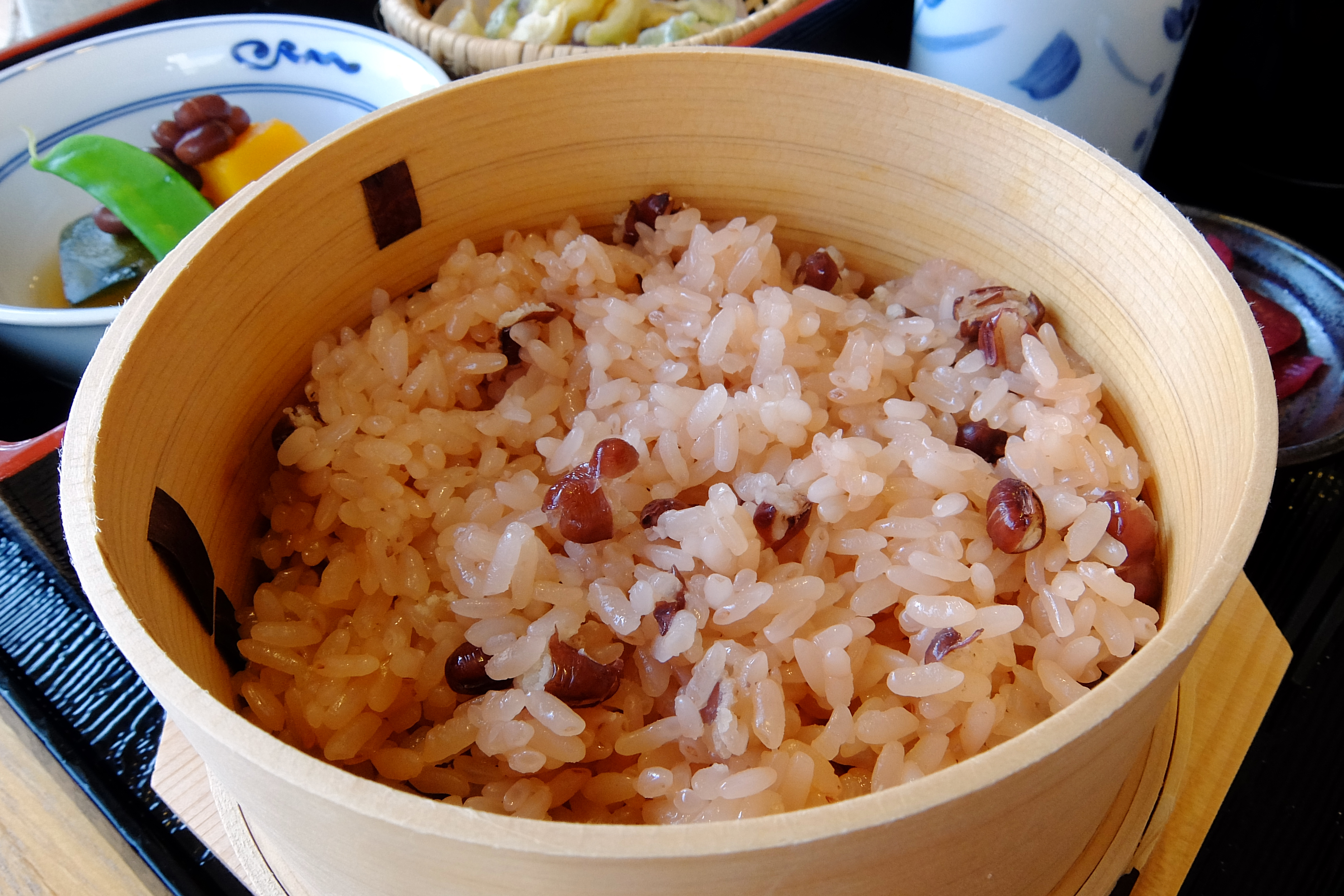
Arroz glutinoso com feijões

Arroz glutinoso (espécie Oryza glutinosa) é um tipo de arroz de grão curto, oriundo da Ásia, que se torna particularmente pegajoso após a cozedura. É chamado glutinoso no sentido de ser  pegajoso e não no sentido de conter glúten. Por outro lado, também não deve ser confundido com outros tipos asiáticos de arroz que também se tornam pegajosos após a cozedura.

## Cultivo
O arroz glutinoso é cultivado na Tailândia, no Japão, no Vietname, na China e no Laos. Estima-se que 85% da produção total de arroz do Laos seja deste tipo. Existem registos mencionando este arroz datando de há cerca de 1100 anos, nesta região. Na China, de acordo com lendas ancestrais, este tipo de arroz é cultivado há mais de 2000 anos. Testes químicos revelaram que foi usado como ingrediente chave da argamassa da Grande Muralha da China. É usado em inúmeras receitas do leste e sudeste asiáticos, como, por exemplo, em Macau, na receita dos chamados pudins de arroz glutinoso (também conhecidos por lapas), que são envolvidos em folha de bananeira.

## Constituição
O arroz glutinoso não contém glúten, sendo por isso compatível com dietas isentas de glúten. O que o distingue dos restantes tipos de arroz é a ausência de amilose (ou presença de quantidades muito reduzidas) e, também, a elevada concentração de amilopectina (os dois polissacarídeos que constituem o amido). A amilopectina é responsável pela qualidade pegajosa do arroz glutinoso. Esta diferença é referida como tendo tido origem numa mutação que foi alvo de selecção artifical por parte dos agriculturores.
Pode ser usado sem casca ou com casca. O arroz glutinoso sem casca possui uma cor branca, enquanto o integral possui uma cor rosada ou preta. Ambos podem ser cozidos em grão ou triturados e transformados em farinha, para serem cozinhados como uma pasta.